# Арле, Ашиль де
Аши́ль де Арле́, сеньор де Бомон (фр. Achille de Harlay, seigneur de Beaumont; 7 марта 1536, Париж — 23 октября 1616, там же) — первый президент парижского парламента в последний период войн между католиками и гугенотами, противник иезуитов и ультрамонтанства; сторонник Генриха IV, который возвёл сеньора де Бомон в графы.

## Происхождение
Принадлежал к старинной парижской чиновнической фамилии, приобретшей дворянство в XVI веке; сын Кристофа де Арле и Катерины Дю Валь.

## Биография
В 1558 году Ашиль де Арле становится советником Парижского парламента. Спустя десять лет он женился на Катрин де Ту, дочери Кристофа де Ту, первого президента парламента, и сестре знаменитого историка Жака де Ту. Когда умер Кристоф де Ту, Генрих III назначил его преемником де Арле (1582).
После «Дня баррикад» де Арле сохранил верность королю и отказался сотрудничать с лигистами, в результате чего был отрешён от должности (её занял Барнабе Бриссон), арестован и брошен в Бастилию. Лишь после окончательной победы Генриха IV де Арле вновь занял прежнее место в парламенте Парижа.
По поручению Генриха IV Ашиль де Арле занимался застройкой площади возле Нового моста, с условием возведения 32 трёхэтажных домов из кирпича и камня. В 1610 году он осудил на смерть Равальяка. Последним делом де Арле в качестве главы Парижского парламента стал процесс герцога д’Эпернона (1611), на котором некая Жаклин д’Эскоман обвиняла его в соучастии в убийстве Генриха IV. По ходу процесса де Арле был отправлен в отставку и заменён Николя де Верденом; д’Эскоман приговорили к пожизненному заключению за клевету.

## Сочинения
- «Орлеанское феодальное право» («Coutume d’Orleans», 1583).